# IC 4075
IC 4075 је елиптична галаксија у сазвјежђу Береникина коса која се налази на листи објеката дубоког неба у Индекс каталогу.
Деклинација објекта је + 19° 57' 53" а ректасцензија 13h 1m 48,6s. Привидна величина (магнитуда) објекта IC 4075 износи 15,0 а фотографска магнитуда 16,0.